# История Архангельской области
Архангельский край — историческая область на севере европейской части России в бассейнах рек Северная Двина, Онега, Мезень и др.

## Доисторический период
Палеолитические стоянки на территории Архангельской области обнаружены в бассейне реки Печоры в Ненецком автономном округе. Единичные находки палеолитических орудий имеются в среднем течении Северной Двины в районе деревень Ступино и Ичко́во (Холмогорский район).
Мезолит в Архангельской области представлен стоянкой Явроньга-1 на реке Явроньга (Пинежский район), которая датируется IX—VII тысячелетиями до н. э., стоянками на реках Устья и Кокшеньга, находками в Большеземельской тундре и в бассейне Северной Двины, а также культурой Веретье на юго-западе области. По данным палеогенетики, у высокорослого песчаницкого человека PES001 (10785–10626 лет до н. э.) с могильника Песчаница 1 на озере Лача (культура Веретье) определена архаичная Y-хромосомная гаплогруппа R1a5-YP1301 и митохондриальная гаплогруппа U4a1, ещё у двух представителей культуры Веретье с мезолитического могильника Попово (Каргопольский район), живших 7,5 тыс. лет назад, определены митохондриальные гаплогруппы U4 и U4d. Древнейшими стоянками на Соловках являются Соловецкая-21 (7600±200 лет назад), Соловецкая-4 (6460±70 лет назад) и Муксалма-6 (5900±400 лет назад).
Период неолита в основном представлен печоро-двинской культурой. На юго-западе области в это время была представлена каргопольская культура, а также свайные поселения типа Модлона.
Поздненеолитическая археологическая стоянка «Кузнечиха» в Архангельске датируется 1800—1200 годами до н. э.
В начале эпохи энеолита арктическая и субарктическая зоны Припечорья были заселены носителями нео-энеолитической чужъяёльской культуры. Леса распространяются вплоть до побережья Баренцева моря. К энеолиту относятся останки из одиночного погребения стоянки Ильинский остров на Мошинском озере.
В конце бронзового века на территорию Большеземельской и Малоземельской тундр из-за Урала приходят носители коршаковской культуры (4-я четверть 2-го — начало 1-го тысячелетия до н. э.). Её истоки видят в культурах на территории Сибири, для которых характерна сетчатая керамика.  Также в Большеземельской тундре найдены стоянки лебяжской культуры позднего бронзового века (XII—VIII века до н. э.).
На стоянке Ольский Мыс на правом берегу озера Лаче обнаружен старейший на европейском Севере железоплавильный горн, датируемый первой половиной 1-го тыс. до нашей эры. В бассейнах озёр Лача, Воже и Водлоозеро в середине 1-го тыс. до н. э. после дофинской культуры сетчатой керамики возникает позднекаргопольская культура, которая существует здесь до середины 1-го тысячелетия нашей эры и связана с процессом саамского этногенеза. Позже саамы заселили южное и западное побережье Белого моря. Позднекаргопольская культура просуществовала до середины 1-го тысячелетия нашей эры.

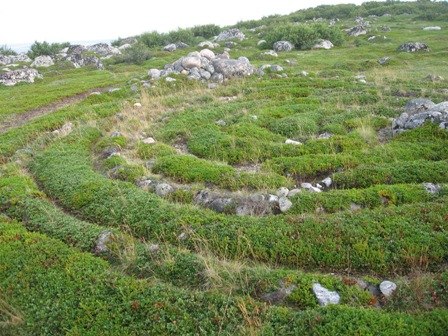
Лабиринты на Большом Заяцком острове

На Соловецких островах и на острове Южный архипелага Новая Земля известно более 30 так называемых лабиринтов, датируемых, предположительно, I—II веками до нашей эры.
С X века территория занимается славянами с севера Руси из земель от Онежского озера до Белого озера. Поморы, как называли людей, осевших и поселившихся на этих северных землях, занимались рыбным и зверобойным промыслом, земледелием и скотоводством. В поморских селениях столетиями совершенствовался и передавался из поколения в поколение опыт мореходства и промысла на реках Онеге и Северной Двине, в водах сурового Студёного (Белого) моря, промысла в условиях сурового климата и Заполярья.
Найденные в Новгороде деревянные цилиндры-замки́ (пломбы) с надписями указывают на места сбора дани в Заволочье в конце X—XII веках, находящиеся ныне на территории Архангельской области: Тихманьга (бассейн Онеги), Усть-Вага (Устье Ваги), Вага, Емца, Пинега (бассейн Северной Двины). 1-м — началом 2-го тысячелетия н. э. датируется мысовое городище Кобылиха, находящееся в районе Городецкого озера в НАО. Это было постоянное, укрепленное поселение со рвами, валами, остатками деревянного частокола и даже металлургической мастерской – первой находкой такого рода в Европейском Заполярье. Это единственный памятник в материковой части крайнего северо-востока России, на котором найдена не только керамика, имеющая сходство с нижнеобской посудой, но и древнерусская домонгольская.

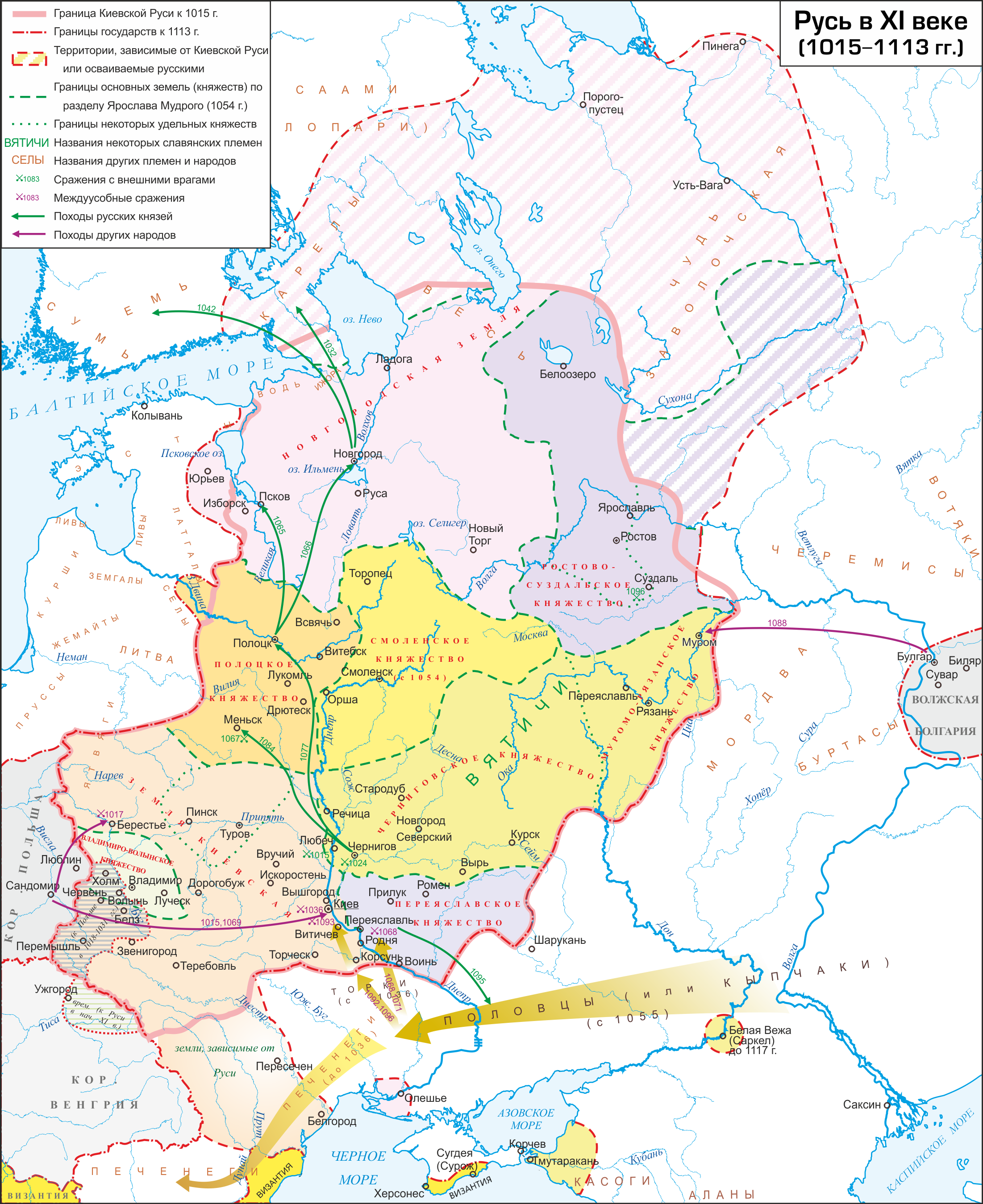
Заволочье на карте Древней Руси (1015—1113)

Веркольский могильник с погребением женщины по обряду трупоположения датируется XI веком.
1130 годами датируется архангельский клад из 1915 монет (более 90 % из них — германской чеканки) и около 20 ювелирных украшений, найденный на правом берегу небольшого ручья, впадающего в приток Тойнокурьи речку Виткурья (Вихтуй), в 1989 году во время сельскохозяйственных работ. Среди находок — витой серебряный браслет, височное кольцо «волынского» типа, фрагмент семилучевого височного кольца. В Уставной грамоте князя Святослава Ольговича (1137 год) указано, что выплачивают церковную десятину (и следовательно, населены христианами) селения и погосты по реке Онеге (Погост на море), Ваге (Устье Вагы), населённый пункт Устье Емьце при впадении реки Емцы в Северную Двину. Ушкуйники поддерживали торговые отношения как с финно-угорским населением поморской земли, так и с более далеким финно-угорским населением восточных областей. В 1193 году из Великого Новгорода в Югру в поисках серебра и пушнины вышла рать во главе с воеводой Ядреем, которая была почти полностью истреблена, в том числе благодаря предательству некоего Савки — представителя частных новгородских предпринимателей, который «переветы дръжаше с князем югорскым». Рубежом XII—XIII веков датируется деревянная дощечка-бирка с Троицкого-XV раскопа в Новгороде, на которой имеется надпись «Устье Емци». На Ваге археологами открыты Корбальский и Усть-Пуйский могильники чуди заволочской.

Владения Новгородской республики и Владимиро-Суздальского княжества в XIII веке

В литературном произведении XIII века («Слово о погибели Русской земли после смерти великого князя Ярослава») упоминаются тоймичи поганые (язычники).

## Прибытие славянского населения
Славянское население поморских и подвинских земель сильно выросло после нашествия монголо-татар на русские земли, в связи с начавшейся массовой стихийной миграцией населения на север Руси.
С приходом в XIV веке в европейские тундры ненцев, древняя культура морских зверобоев и охотников на дикого северного оленя сихиртя сменилась культурой кочевых оленеводов. В начале XIV века русские летописи называют Двинскую землю центральной частью Заволочья, принадлежавшего Новгородской республике. В 1342 году был основан на Северной Двине град Орлец.
C XV века посещалась русскими промышленниками, ведущими зверобойный промысел, Матка (архипелаг Новая Земля). XV веком датируется Пенешское городище — памятник русского деревянного оборонного зодчества на реке Большая Пенешка. В XV веке, в правление московского князя Ивана III Васильевича, произошло присоединение новгородских земель к Москве. К 1462 году Важская земля уже была московской. В 1471 году, после битвы на реке Шиленьге, к Москве отошли многие владения на Северной Двине. Отказная новгородская вечевая грамота 1471 года перечисляет пинежскue и мезенские земли, отошедшие во владение великого князя Ивана Василиевича и его сына Ивана Ивановича: «тые земли на Пинезе, Кегролу, и Чаколу, и Пермьские, и Мезень, и Пильи горы, и Немьюгу, и Пинешку, и Выю, и Суру Поганую». Остальная часть Двинской земли стала московской после падения Новгорода в 1478 году. Важский уезд после присоединения к Московскому княжеству был разделён на 7 станов: Шенкурский, Ледский, Подвинский, Ровдинский, Слободской, Вельский и Кокшеньгский. Устюжский уезд делился на три территориальные единицы — трети: Южскую, Сухонскую и Двинскую. В 1492 году из Холмогор в европейские страны (в Данию) был доставлен морским путём караван с зерном для продажи на рынках Европы. Этим же караваном в Данию было доставлено посольство царя Московского государства Ивана III Васильевича. Записи об этом походе сохранились в летописях и стали первым документальным свидетельством о появлении в России собственного торгового флота. Осенью 1499 года на мысу озера Пустое в дельте Печоры военной экспедицией, возглавляемой воеводами Семёном Курбским, Петром Ушатым и Василием Заболотским-Бражником, был основан острог Пустозерск.

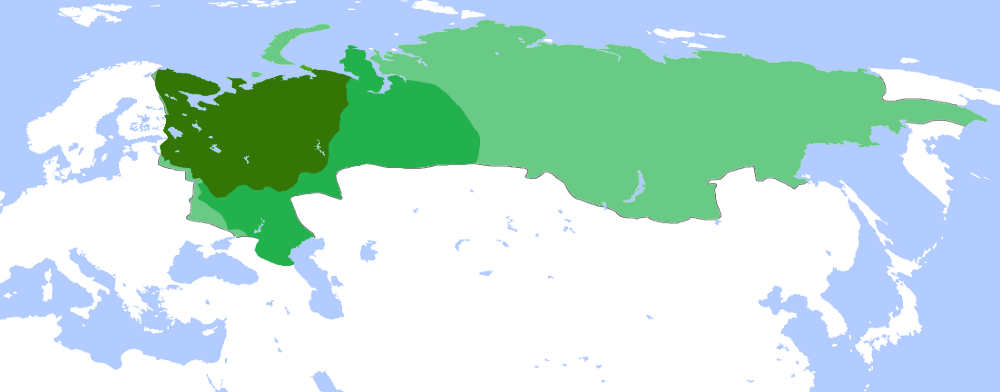
Русское государство в 1500—1700 годах

С XVI века область, издревле заселённая русскоязычными людьми, вошла в состав регионов Русского Севера. С середины XVI века существовали русские поселения на Груманте (Шпицбергене), что доказала шпицбергенская экспедиция Института археологии РАН под руководством В. Ф. Старкова. В 1553 году единственный уцелевший корабль экспедиции Хью Уиллоби (её целью было открытие северного пути в Китай и Индию) «Эдуард Бонавентура», которым командовали Ричард Ченслер и Климент Адамс, обогнул Кольский полуостров и вошёл в Белое море, бросив якорь у Летнего берега Двинской губы, напротив Нёноксы. Узнав, что эта местность является не Индией, а Московией, англичане отправились к острову Ягры и Николо-Корельскому монастырю, а затем в Холмогоры, тогдашнюю столицу Двинской земли, к воеводе. После ледостава, на санях Ричард Ченслер едет в Москву, на аудиенцию к царю Русского государства Ивану Грозному. После встречи английского капитана с русским царём, впервые за историю обоих государств, были установлены дипломатические отношения. В Лондоне была основана английская торговая Московская компания, обладавшая монополией на торговлю с Русским царством. В 1565 году Вага была причислена к числу опричных городов. Черносошные крестьяне на Русском Севере не знали над собой власти феодалов-крепостников, но в борьбе с монастырской эксплуатацией они вели с церковниками многолетние поземельные споры. Так, в 1574 году конецгорские и ростовские крестьяне Подвинского стана Важского уезда (ныне Осиновское сельское поселение Виноградовского района) сожгли в Клоново монастырь. Крепостническая политика монастырских властей привела к волнениям монастырских крестьян в 1577—1578 годах в Антониево-Сийском монастыре, в которых приняли участие и чёрные крестьяне Емецкого стана Двинского уезда. Большое значение северных областей для Русского государства привело к тому, что в 1584 году в устье Северной Двины, на мысе Пур-Наволок, был построен новый город Ново-Холмогоры.
В период Смутного времени в 1613 году территория Архангельской области подверглась разорению от польско-литовских интервентов и русских изменников, уходивших на север от Москвы. Зимой 1614—1615 годов «шайки» казаков атамана Баловня подвергли опустошению Каргопольский уезд. В конце февраля или в начале марта 1615 года воеводе Г. Л. Валуеву удалось нанести поражение казакам в Тихменской волости.
В 1615 году, при Михаиле Фёдоровиче, Важский уезд отнесли к ведению Приказа Большого Дворца и разделили на четыре чети (четверти): Шенкурскую, Подвинскую, Верховажскую и Кокшеньгскую.
В 1647 году налоги с земель собрали не полностью. В 1648 году их взыскали в тройном размере, в результате чего в Каргополе и Соли Вычегодской произошли народные восстания (см. Соляной бунт) против сбора старых налогов.
В 1659 году важские чети раздробили на 11 более мелких станов: например в Кокшеньгской чети образовали три стана: Кулойский, Ромашевский и Спасский.
С 1668 года по 1676 год продолжалось вооружённое сопротивление монахов-старообрядцев Соловецкого монастыря церковным реформам патриарха Никона (Раскол).
Ново-Холмогоры к концу XVII века стали главным городом—портом Русского государства. На долю Архангельска приходилось примерно 60—80 % внешнеторгового оборота государства, отсюда экспортировались хлеб, пенька, лес, смола, меха и другие товары. Пётр I организовал в Архангельске военно-морское судостроение. В 1693 году царь Петр приезжает в Архангельск, где закладывает на острове Соломбала первую в России государственную судостроительную верфь и строит два корабля. В 1701 году была заложена Новодвинская крепость. Благодаря Петру I у зарождающегося военно-морского флота России появился свой флаг. Описание вновь созданного флага Петр I сделал такое: «Флаг белый, поперек этого имеется синий Андреевский крест, коим Россию окрестил он». Создавая флаг, царь Петр полагал, что этот символ придаст новому морскому флоту российского государства небесное покровительство, мужество и боевую славу.

## Российская империя

Архангелогородская и Ингерманландская губернии в 1708 году

В 1708 году территория Архангельской области вошла в состав Архангелогородской и Ингерманландской губерний. В 1715 году были созданы административно-фискальные единицы доли. Во главе каждой доли стоял ландрат. Воеводскую канцелярию («Приказную избу») заменяла ландратская канцелярия. В 1719 году в Архангелогородской губернии были образованы 4 провинции: Архангелогородская провинция (центр — Архангельск), Вологодская провинция (центр — Вологда), Галицкая провинция (центр — Галич), Устюжская провинция (центр — Великий Устюг). Вместо долей вводились новые административные единицы дистрикты (название «уезды» продолжало употребляться в официальных документах, невзирая на их официальную отмену). Главой дистрикта был земский комиссар, при котором состояли подьячий и три рассыльщика. Чарондский дистрикт (Чарондская округа) был передан из Архангелогородской губернии в Санкт-Петербургскую губернию, где, как и Каргополь с окрестными землями, вошёл в состав Белозерской провинции. При разделении губерний на провинции к Устюжской провинции Архангелогородской губернии был приписан Яренский дистрикт, находившийся до этого в Сибирской губернии. В 1727 году все дистрикты были переименованы в уезды, Белозерская провинция передана в состав Новгородской губернии. В 1757 году Важский уезд был разделён на две половины: Шенкурскую и Верховажскую. Шенкурская половина делилась на Подвинский, Лецкий (Ледский), Шенкурский, Паденский (Паденьгский) и Ровдинский станы. Верховажская половина делилась на Слободской, Вельский, Кулойский (Верховажский), Кокшеньгский и Шелотский станы. В 1762 году Екатерина II сняла ограничения на внешнюю торговлю через Архангельск, уравняв его в торговых правах с Санкт-Петербургом, но всё же она сохранила для Архангельска более высокую торговую пошлину. В 1764 году, после секуляризации, монастырская эксплуатация крестьян прекратилась, но не полностью. Так, крестьяне села Ворзогоры, переданные в государственную казну, были объявлены «экономическими» и обложены оброком для содержания монастыря на Кий-острове. В 1775 году деление губерний на провинции было отменено. Архангелогородская губерния делилась на 18 уездов: Важский, Вологодский, Галицкий, Двинской, Кеврольский, Кологривский, Кольский, Мезенский, Парфеньевский, Пустозерский, Солигалицкий, Сольвычегодский, Судайский, Тотемский, Унженский, Устюжский, Чухломский и Яренский. В 1776 году было образовано Новгородское наместничество, в состав которого вошла территория Каргопольского уезда Олонецкой области. В 1778 году уезды бывшей Галицкой провинции вошли в состав Костромской и Унженской областей Костромского наместничества. В 1780 году из Турчасовского стана Каргопольского уезда был создан Онежский уезд, из земель Двинской трети и большей части Устьянских волостей был образован Красноборский уезд. Оба уезда вошли в состав Вологодского наместничества. Вологодское наместничество состояло из трёх областей: Вологодской, Великоустюгской и Архангельской, делившихся на 19 уездов. В 1784 году Архангельская область Вологодского наместничества была выделена в самостоятельное Архангельское наместничество. В 1796 году были образованы Архангельская и Вологодская губернии.

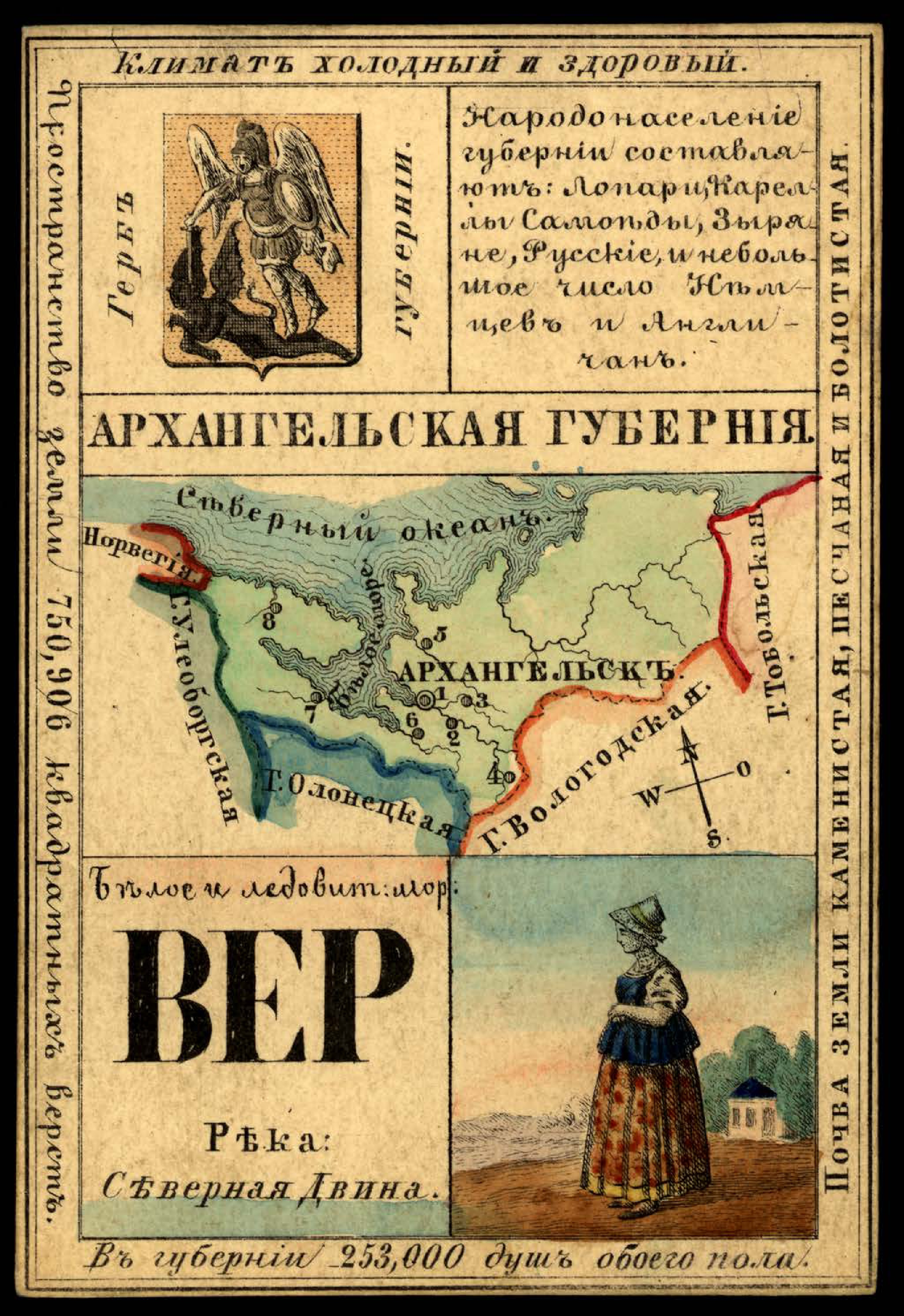
Открытка из сувенирного набора 1856 года

Беломорская кампания Крымской войны проходила на Белом море в течение двух навигаций 1854—1855 годов. Целью английской военно-морской экспедиции было уничтожение российского судоходства, береговых укреплений и захват или блокада архангельского порта. Действия английских кораблей в этом регионе ограничились захватом мелких купеческих судов, грабежом прибрежных жителей, двукратной бесплодной бомбардировкой Соловецкого монастыря. В 1863 году к Архангельску было присоединено Соломбальское селение, став его третьей частью, согласно полицейскому делению города. Долгое время в Архангельском крае развивалась лишь лесозаготовительная и лесопильная промышленность, имеющая, главным образом, экспортный характер, и слабый зверобойный и рыболовный промысел.
Архангельская губерния была в числе регионов, получавших продовольственную помощь во время голода 1891—1892 годов. В 1898 году был проложен участок железной дороги узкой колеёй «Вологда — Архангельск», впоследствии перешитый на широкую колею.

## Гражданская война
В 1917 году Временное правительство присвоило посёлку при станции Пермской железной дороги Котлас статус города. В 1918—1920 годах, в годы Гражданской войны на севере европейской части России под контролем войск Антанты и Белой армии была образована Северная область, административным центром которой был Архангельск. В 1919 году ВЧК учредила ряд принудительных трудовых лагерей (ГУЛАГ) в Архангельской губернии (Соловецкий лагерь особого назначения). В марте 1920 года в посёлке Ухта состоялся съезд представителей 5 северо-карельских волостей Архангельской губернии, на котором была провозглашена Ухтинская республика (Северо-Карельское государство).

## Советский период

### 1920-е и 1930-е годы
22 августа 1921 года из восточных частей Архангельской и Северо-Двинской губерний РСФСР была образована Автономная область коми (зырян). 14 января 1929 года Архангельская, Вологодская и Северо-Двинская губернии СССР были упразднены и их территории объединили в Северный край, который разделили на 5 округов: Архангельский с центром в Архангельске, Вологодский с центром в Вологде, Ненецкий национальный с центром в селе Тельвисочное, Няндомский с центром в рабочем посёлке Няндома, Северо-Двинский с центром в Великом Устюге. 15 июля 1929 года в Северном крае был образован Ненецкий национальный округ, в состав которого вошли Канинско-Тиманский, Большеземельский (Ненецкий) и Пустозерский районы. В июле 1930 года деление Северного края на округа было упразднено. В 1931 году был упразднён Чекуевский район Северного края.
В 1936 году в Архангельске заработал Соломбальский целлюлозно-бумажный комбинат. 5 декабря 1936 года после выделения Автономной области коми (зырян) в Коми АССР Северный край был преобразован в Северную область.
23 сентября 1937 года постановлением ЦИК СССР Северная область была разделена на Архангельскую и Вологодскую области. 15 января 1938 года Верховный Совет СССР утвердил создание данных областей.
В момент образования в 1937 году Северная область делилась на Ненецкий национальный округ и 27 районов: Березниковский, Вельский, Верхнетоемский, Вилегодский, Емецкий, Каргопольский, Карпогорский, Коношский, Котласский, Красноборский, Лальский, Ленский, Лешуконский, Мезенский, Няндомский, Онежский, Опаринский, Пинежский, Плесецкий, Подосиновский, Приморский, Приозёрный, Ровдинский, Устьянский, Холмогорский, Черевковский и Шенкурский.
В 1937—1941 годах построена Печорская железная дорога от Коноши до Воркуты.
В 1938 году посёлок Судострой получил статус города и имя «Молотовск» (позже Северодвинск), где были построены судостроительное Северное машиностроительное предприятие и судоремонтное предприятие Звёздочка.
В 1938 году был образован Сольвычегодский район.
В 1940 году был образован Беломорский район, а Березниковский район был переименован в Виноградовский.
В 1940 году в Архангельске заработал Архангельский целлюлозно-бумажный комбинат.
В 1940 году в Ненецком национальном округе был образован Амдерминский район. Посёлок Воркута был передан из Большеземельского района в состав Коми АССР.
В 1940 году (по другим сведениям, в марте 1941) из Архангельской области в состав Кировской области были переданы 3 района: Опаринский, Лальский и Подосиновский.

### Вторая мировая война
В годы Великой Отечественной войны порт Архангельск приобрёл стратегически важное значение как пункт выгрузки грузов, поступавших по ленд-лизу и как тыловая база Северного флота. Для приема крупных океанских судов были срочно реконструированы порты Архангельска и Северодвинска, в том числе углублены фарватеры, установлены новые портальные краны и большое количество другого портового оборудования. В зимнее время навигация осуществлялась с помощью ледоколов. Только во второй половине 1941 года Архангельск принял и разгрузил 7 союзных конвоев в 53 судна, а за войну вместе с Северодвинском — 342 судна. В свою очередь, в Архангельске грузились и направлялись в порты союзников советские суда с экспортными грузами (большей частью лесоматериалы, хромовая руда и целлюлоза).
Для защиты города и порта с воздуха с началом войны был сформирован Архангельский бригадный район ПВО, в ноябре 1941 года преобразованный в Архангельский дивизионный район ПВО.
Стремясь сорвать поставку военных грузов в СССР, немецкая авиация с 1941 по 1944 год совершала разведывательные и бомбардировочные налёты одиночными самолётами и мелкими группами на Архангельск (первый одиночный самолёт появился над городом 30 июня 1941 года). В августе-сентябре 1942 года немецкая авиация предприняла несколько массированных авианалётов на Архангельск, в ходе которых было разрушено свыше 40 различных промышленных объектов и построек (в том числе канатная и трикотажная фабрики, железнодорожная станция), сильно повреждён судостроительный завод «Красная кузница», уничтожены 215 жилых домов (на кварталы деревянной застройки немцы сбрасывали зажигательные бомбы и даже производили вылив горючей смеси). По официальным советским данным, в городе от бомбежек и пожаров погибли 148 человек, 126 человек получили ранения и контузии. Но важнейший объект — Архангельский морской порт — получил лишь незначительные повреждения и продолжил работу.
Кроме большого количества жителей Архангельской области, призванных в Красную Армию, из её жителей были сформированы три партизанских отряда, переданных в распоряжение Карельского фронта.

### С 1950-х по 1980-е годы
В 1952—1955 годах существовал Архангельский район.
В 1953 году в Котласе заработал Котласский целлюлозно-бумажный комбинат.
В 1954 году к Ненецкому национальному округу был отнесён остров Колгуев.

Первый подводный ядерный взрыв в СССР и первый ядерный взрыв на Новой Земле 21 сентября 1955 года. Испытание торпеды Т-5 мощностью 3,5 килотонны на глубине 12 м (бухта Чёрная).

17 сентября 1954 года на Новой Земле был открыт советский ядерный полигон с центром в Белушьей Губе.
В 1955 году в Ненецком национальном округе был упразднён Нижне-Печорский район.
В 1957 году в Плесецком районе было создано войсковое ракетное соединение, вооружённое межконтинентальными баллистическими ракетами Р-7 и Р-7А, где 17 марта 1966 года заработал космодром Плесецк и был создан закрытый город областного подчинения Мирный.
С 1958 года число районов стало сокращаться. Первыми были упразднены Беломорский и Сольвычегодский районы.
В 1959 году были упразднены Емецкий, Карпогорский, Ровдинский и Черевковский районы.
В 1959 году были упразднены все районы Ненецкого национального округа. В конце 1959 года из Ненецкого национального округа в состав Коми АССР отошла небольшая территория с рабочим посёлком Хальмер-Ю.
В 1963 году в связи с введением деления на сельские и промышленные районы, было произведено укрупнение сельских и образование промышленных районов (Каргопольский сельский район, Няндомский промышленный район, Плесецкий промышленный район, Плесецкий сельский район и др.), при этом были упразднены Верхнетоемский, Виноградовский, Няндомский, Онежский и Приозёрный районы. 5 февраля 1963 года открылся аэропорт Талаги.
В 1965 году в связи с отменой деления на сельские и промышленные районы были восстановлены Верхнетоемский, Виноградовский, Няндомский, Каргопольский и Онежский районы.
В 1966 году на территории Ненецкого национального округа открыто первое промышленное Шапкинское газонефтяное месторождение.
В 1977 году Ненецкий национальный округ был переименован в Ненецкий автономный округ. Посёлок городского типа Первомайский Исакогорского района Архангельска получил статус города областного подчинения и название Новодвинск.
18 марта 1980 года на космодроме Плесецк при подготовке к пуску ракеты-носителя Восток-2М произошла авария, в которой погибло 44 человека.
В 1980 году Товской партией Юрасской экспедиции «Архангельскгеологии» была обнаружена первая кимберлитовая трубка «Поморская» на алмазном месторождении им. М. В. Ломоносова, где был создан посёлок Поморье.
В 1985 году в город областного подчинения был преобразован рабочий посёлок Коряжма.
В 1987 году на Соловецких островах был образован Соловецкий район.

## Постсоветский период
Законом Архангельской области от 23 сентября 2004 года № 258-внеоч.-ОЗ «О статусе и границах территорий муниципальных образований в Архангельской области» на территории Архангельской области были образованы новые административные единицы — городские округа, муниципальные районы, сельские и городские поселения. 
В 2001 году архипелагу Новая Земля, входящему в состав Архангельской области присвоен статус муниципального района, а в 2006 году — статус городского округа «Новая Земля».
В 2005 году в Ненецком автономном округе был образован Заполярный район.
В 2006 году территория упразднённого Соловецкого района, а также остров Виктория и архипелаг Земли Франца-Иосифа в Баренцевом море, были включены в состав Приморского района Архангельской области.
В 2012 году в Архангельске закрылись: Лесозавод № 2, ЛДК им. Ленина (Лесозавод № 3) и Соломбальский целлюлозно-бумажный комбинат.